# 江口裕之
江口 裕之（えぐち ひろゆき、1957年 - ）は、長崎県出身の英語講師。北九州工業高等専門学校化学工学科卒業。
プロミュージシャンとして全国で演奏活動を展開。その後、通訳・翻訳家として活躍。英検1級成績優良賞・優秀賞受賞の他、通訳案内業国家資格を所有。
2001年1月、東京にオンライン教育を採り入れたCEL英語ソリューションズを設立。現在、最高教育責任者として英語教育を行っている。

## 著書
- 『英語で語る日本事情』（Daniel Dumas共著／The Japan Times社）
- 『英語で伝えたい ふつうの日本』（Stuart Varnam-Atkin共著／DHC）

## 出演番組
- トラッドジャパン(NHK教育火23:10～23:30)
- 短期集中!3か月英会話（NHKラジオ第2放送月～水10:30～10:45）